# Lucy Hughes-Hallett
Lucy Angela Hughes-Hallett (geboren 7. Dezember 1951 in  London) ist eine britische Journalistin und Schriftstellerin.   

## Leben
Lucy Hughes-Hallett studierte am Bedford College, University of London. Sie heiratete 1984 Dan Franklin, sie haben zwei Kinder und leben in London. Sie arbeitete als Journalistin für das Magazin Vogue und als Fernsehkritikerin beim Evening Standard. Sie schreibt Buchrezensionen vornehmlich für die Sunday Times. 
Hughes-Hallett erstes Buch Cleopatra: Histories, Dreams and Distortions erschien 1990. Es gewann den Fawcett Prize und den Emily Toth Award. Ihre 2013 veröffentlichte Biographie des italienischen Künstlers und Politikers Gabriele D’Annunzio erhielt den Samuel Johnson Prize for non-fiction, den Duff Cooper Prize und den Costa Book Award. 
Hughes-Hallett ist Fellow der Royal Society of Literature und Jurymitglied im Komitee zur Verleihung des Hawthornden-Preises.

## Werke (Auswahl)
- Cleopatra: Histories, dreams and distortions. New York: Harper & Row, 1990
- Heroes: Saviours, traitors and supermen. London: Fourth Estate, 2004
- The Pike: Gabriele D'Annunzio, Poet, Seducer and Preacher of War. London: Fourth Estate, 2013
- Peculiar Ground. Roman. 2017